# Zygmunt Piwnicki

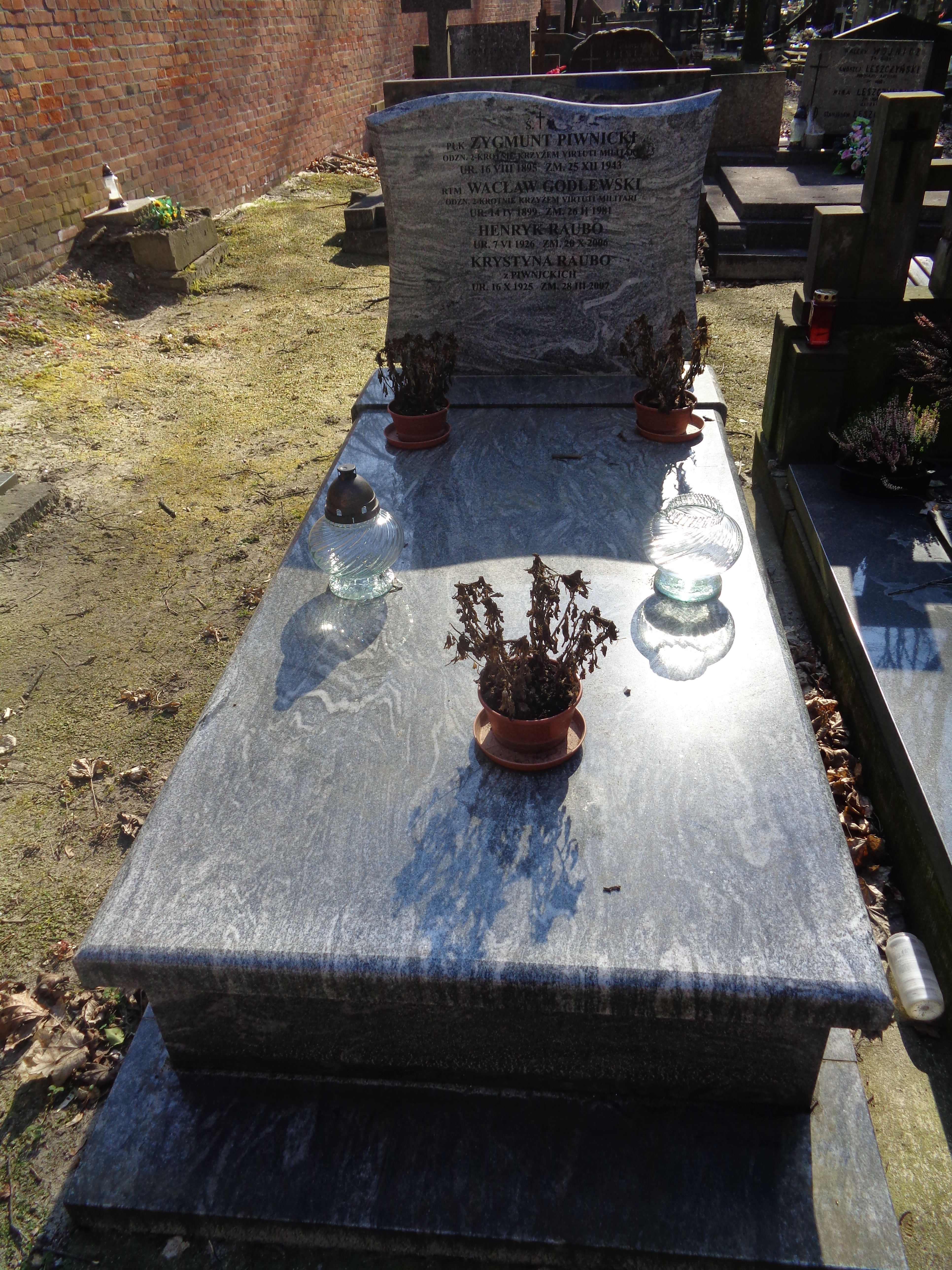
Nagrobek Zygmunta Piwnickiego na cmentarzu Powązkowskim

Zygmunt Maria Piwnicki ps. „Orlicz” (ur. 16 sierpnia 1895 w Genewie, zm. 25 grudnia 1943 w Warszawie) – podpułkownik piechoty Wojska Polskiego, kawaler Orderu Virtuti Militari.

## Życiorys
Zygmunt Maria Piwnicki urodził się 16 sierpnia 1895 roku w Genewie, w rodzinie Witolda i Anny z Skarzyńskich. Jego bracia Jan (ur. 15 sierpnia 1897) i Stefan (ur. 29 września 1888) również służyli w Legionach Polskich .
Od sierpnia 1914 roku walczył w szeregach Legionów Polskich. Był podoficerem, a następnie oficerem 1 pułku piechoty. Awansował kolejno na chorążego (2 lipca 1915 roku) i podporucznika (1 kwietnia 1916 roku). Od 23 sierpnia 1917 roku do 25 maja 1918 roku pełnił służbę w cesarskiej i królewskiej Armii, a od 17 lipca do 23 listopada 1918 roku we „Wschodniej Armii gen. Hallera”.
W latach 1919–1920 pełnił służbę w Szkole Podchorążych Piechoty. 19 sierpnia 1920 roku został zatwierdzony z dniem 1 kwietnia 1920 roku w stopniu kapitana, w piechocie, w grupie oficerów byłych Legionów Polskich. W czerwcu 1920 roku w Ostrowi Mazowieckiej objął dowództwo I batalionu 101 Rezerwowego pułku piechoty. Na czele tego pododdziału walczył na wojnie z bolszewikami.
W latach 1921–1922 kontynuował służbę w tym oddziale, który został przemianowany na 3 Syberyjski pułk piechoty, a następnie 84 pułk piechoty. 3 maja 1922 roku został zweryfikowany w stopniu kapitana ze starszeństwem z dniem 1 czerwca 1919 roku i 64. lokatą w korpusie oficerów piechoty. W latach 1923–1924 dowodził III batalionem 36 pułku piechoty Legii Akademickiej w Warszawie. 31 marca 1924 roku został awansowany na majora ze starszeństwem z dniem 1 lipca 1923 roku i 22. lokatą w korpusie oficerów piechoty.
25 lutego 1925 roku został przeniesiony do Korpusu Ochrony Pogranicza na stanowisko dowódcy 9 Batalionu Granicznego w Klecku. 24 lipca 1928 roku ogłoszono jego przeniesienie z KOP do 3 pułku strzelców podhalańskich w Bielsku na stanowisko dowódcy II batalionu. 5 listopada 1928 roku został przeniesiony do Dowództwa 21 Dywizji Piechoty Górskiej w Bielsku na stanowisko rejonowego komendanta przysposobienia wojskowego przy 21 Dywizji Piechoty Górskiej. 23 grudnia 1929 roku został przeniesiony do 3 pułku strzelców podhalańskich na stanowisko zastępcy dowódcy pułku. 24 grudnia 1929 roku awansował na podpułkownika ze starszeństwem z dniem 1 stycznia 1930 roku i 4. lokatą w korpusie oficerów piechoty. 19 października 1931 roku został słuchaczem dwutygodniowego kursu informacyjno-gazowego w Szkole Gazowej w Warszawie. 23 marca 1932 roku otrzymał przeniesienie do Dowództwa Okręgu Korpusu Nr VIII w Toruniu na stanowisko kierownika 8 Okręgowego Urzędu Wychowania Fizycznego i Przysposobienia Wojskowego. 26 stycznia 1934 roku ogłoszono jego przeniesienie do 25 pułku piechoty w Piotrkowie Trybunalskim na stanowisko zastępcy dowódcy pułku.
W 1934 roku uczestniczył w ćwiczeniu aplikacyjnym prowadzonym przez inspektora armii, generała dywizji Edwarda Śmigły-Rydza, który napisał o nim: „spokojny, robi wrażenie człowieka bez większego temperamentu. Nie zawsze umie uchwycić w rozumowaniu sedno rzeczy”. 12 października 1936 roku inspektor armii, generał dywizji Mieczysław Norwid-Neugebauer wystawił mu następującą opinię: „przerysowana ambicja i wygórowane pojęcie o osobie. Wola pracy dostateczna. Energia dostateczna. Mała dostateczna. Wobec stałej nieobecności na ćwiczeniach w terenie i na mapie wartości taktycznych nie obserwowałem. Osobiście zdolny i inteligentny. Wartość pracy muszę ocenić w tym roku jako słabą. Znany mi dawniej ten oficer nie rozwinął zapowiadających się wartości dowódcy”.
W latach 1937–1939 był kierownikiem 1 Okręgowego Urzędu Wychowania Fizycznego i Przysposobienia Wojskowego w Warszawie i jednocześnie pełnił obowiązki dowódcy Warszawskiej Brygady Obrony Narodowej w Warszawie. W lipcu 1939 roku został przeniesiony na stanowisko dowódcy Śląsko-Cieszyńskiej Półbrygady Obrony Narodowej w Bielsku. W kampanii wrześniowej 1939 roku dowodził rezerwowym 202 pułkiem piechoty.
Zmarł 25 grudnia 1943 roku w Warszawie. Pochowany na cmentarzu Powązkowskim (kwatera 332 przed-1-3).

## Ordery i odznaczenia
- Krzyż Srebrny Orderu Wojskowego Virtuti Militari nr 5167 – 28 lutego 1922[32][33]
- Krzyż Niepodległości – 16 marca 1933[34]
- Krzyż Kawalerski Orderu Odrodzenia Polski[35]
- Krzyż Walecznych „za czyny męstwa i odwagi wykazane w wojnie rozpoczętej 1 września 1939 roku” – trzykrotnie[35]
- Złoty Krzyż Zasługi – 19 marca 1931[36]